# Lipiny (województwo lubuskie)
Lipiny (niem. Lippen) – wieś w Polsce położona w województwie lubuskim, w powiecie nowosolskim, w gminie Nowa Sól.
W latach 1946-54  siedziba gminy Lipiny. W latach 1954–1958 wieś należała i była siedzibą władz gromady Lipiny, po jej zniesieniu w gromadzie Lubięcin. W latach 1975–1998 miejscowość administracyjnie należała do województwa zielonogórskiego.
We wsi znajduje się parafialna cerkiew prawosławna pw. św. Michała Archanioła.